# Kontakī
Kontakī (persiska: كُنتاگی, Kontāgī, کنتکی) är en ort i Iran.   Den ligger i provinsen Hormozgan, i den sydöstra delen av landet, 1 300 km sydost om huvudstaden Teheran. Kontakī ligger 13 meter över havet och antalet invånare är 150.
Terrängen runt Kontakī är platt, och sluttar söderut. Runt Kontakī är det mycket glesbefolkat, med 7 invånare per kvadratkilometer. Närmaste större samhälle är Rāpch, 18,3 km väster om Kontakī. Trakten runt Kontakī är ofruktbar med lite eller ingen växtlighet.